# سید رسول حسینی
سید رسول حسینی (متولد ۵ دی ۱۳۳۶ روستای پاشاکلا در ساری)، کشتی‌گیر ایرانی بود. سالن ورزشی شهرستان ساری به نام وی نامگذاری شده است.
او در مسابقات قهرمانی آسیا در سال ۱۹۸۱ در پاکستان مدال طلا و در سال ۱۹۷۹ در کشور هندوستان مدال نقره گرفت. وی در مسابقات جهانی ۱۹۸۱ اسکوپیه یوگسلاوی سابق عنوان چهارم برابر برنز کنونی را کسب کرد،
حسینی در یک حادثه در هنگام تمرین در سالن فوتبال درگذشت.